# Новик Ісаак Йосипович
Ісаа́к Йо́сипович Но́вик (18 січня 1891 — 1 грудня 1968, Київ, Українська РСР, СРСР) — український радянський стоматолог, доктор медичних наук (з 1953 року), професор.

## Життєпис

Могила Ісаака Новика

Ісаак Йосипович Новик народився 18 січня 1891 року. Після закінчення Київської зуболікарської школи у 1914 році до 1917 року служив в армії. У 1924 році закінчив Одеський медичний інститут (нині — Одеський національний медичний університет). У 1924—1934 роках — головний лікар стоматологічної поліклініки в Одесі; у 1932—1939 роках — асистент, доцент кафедри стоматології Одеського медичного інституту і одночасно у 1934—1941 роках проректор Українського науково-дослідного інституту стоматології в Одесі.
У 1941—1947 роках служив в армії начальником щелепно-лицьових відділень шпиталів. З 1947 року завідував кафедрою терапевтичної стоматології Київського стоматологічного інституту, з 1956 року — кафедрою терапевтичної стоматології Київського медичного інституту (нині — Національний медичний університет імені О. О. Богомольця).
Був нагороджений орденом і медалями Радянського Союзу. Помер 1 грудня 1968 року. Похований в Києві на Байковому кладовищі (ділянка № 31), поруч із своїм учнем — професором Миколою Данилевським.

## Наукова і громадська діяльність
Автор 140 наукових робіт, 6 монографій, автор і співавтор декількох книг і керівництв, автор декількох глав і розділів в керівництвах і книгах, виданих на російській, українській і грузинській мовах. Праці присвячені дитячій стоматології, діагностиці раннього карієсу зубів. Серед них:
- Питання профілактики-карієсу зубів і санації порожнини рота у дітей. Київ, 1958;
- Хвороби зубів у дітей. Київ, 1961;
- Пародонтоз (патогенез, клініка і лікування). Київ, 1964;
- Хвороби зубів і порожнини рота у дітей. М,, 1974.

Розробив принципи санації порожнини рота у дітей; запропонував склад і методику застосування пластмаси для протезування зубів. Під його керівництвом захищені 6 докторських і 37 кандидатських дисертацій. Був головою організованого ним Українського товариства стоматологів, почесним членом Всесоюзного наукового товариства стоматологів, упродовж декількох років був головою республіканської проблемної комісії вченої Ради Міністерства охорони здоров'я Українського РСР.